# Massacre do restaurante chinês
O massacre do restaurante chinês foi um crime ocorrido na cidade de São Paulo, na noite de 1 de março de 1938.
O fato teve grande repercussão devido à brutalidade dos assassinatos e aos três julgamentos movidos contra Arias de Oliveira, que  foi absolvido graças à atuação de seu advogado, Paulo Lauro.
Este caso alavancou a carreira de Paulo Lauro, que no futuro chegaria a ser eleito prefeito de São Paulo, tornando-se o primeiro administrador negro da cidade.

## História

### Crime
No noite de 1° de março de 1938, uma terça-feira de carnaval, quatro pessoas foram assassinadas no interior do pequeno restaurante Órion, localizado na Rua Venceslau Brás, de propriedade do imigrante chinês Ho-Fong.
Na manhã seguinte o cozinheiro Pedro Adukas, chegando ao trabalho, bateu palmas no portão mas não foi atendido. Verificou que o cadeado estava aberto, levantou a porta de aço do restaurante chinês, no Centro da Capital, e encontrou quatro corpos estendidos. Para sua surpresa, encontrou mortos no chão do salão do restaurante seus dois companheiros de trabalho, o também lituano José Kulikevicius e o brasileiro Severino Lindolfo Rocha, com os rostos desfigurados e envoltos em poças de sangue.  Encaminhou-se para os fundos do estabelecimento, onde encontrou seu patrão, o chinês Ho-Fung, também assassinado. Pedro decidiu subir até o segundo piso, local de residência do patrão. Lá encontra a esposa de Ho-Fung, Maria Akiau, também morta. Em um cenário com quatro homicídios, o cozinheiro acionou a polícia da capital paulista.
No curso das investigações a polícia concluiu que os funcionários foram atacados enquanto dormiam sobre as mesas do restaurante e o assassino usara como instrumento um pilão de madeira de 70cm, deixado no local do crime. Ho-fung havia sido golpeado na cabeça e tinha um laço de algodão apertado no pescoço. Sua mulher foi assassinada por esganadura. A polícia também constatou que o cofre do restaurante não foi roubado.

### Suspeitos
O primeiro apontado como suspeito foi o irmão de Maria, João Akiau, por supostamente invejar a prosperidade do cunhado. Ho Det Men, que veio da China com Ho-Fung, também foi indicado como suspeito, pois foi visto nas redondezas do restaurante.
No entanto um garçom do restaurante, Manoel Custódio, conhecido como Maneco, em seu terceiro depoimento à polícia, apontou Arias de Oliveira, um ex-funcionário do Órion, como suspeito.
Arias trabalhara no local durante 16 dias e havia pedido demissão na sexta-feira antes do Carnaval. Segundo Maneco o ex-funcionário voltara ao restaurante na terça-feira para pedir o emprego de volta e no mesmo dia cometera os crimes.

### Prisão
Após a acusação de Maneco Arias teve a prisão decretada em 9 de março de 1938. Sua prisão foi amplamente noticiada pelos jornais.
Segundo o podcast Casos Forenses, do Tribunal de Justiça de São Paulo, os jornais chamaram Arias de "monstro" e fizeram referência a sua aparência, à cor da sua pele e ao porte físico, considerando que ele tinha "o vigor necessário para cometer o crime".
O acusado foi submetido a exames, em uma época na qual se utilizavam técnicas da escola positivista, como a perícia "antropopsiquiátrica", com análise do corpo e traços que indicariam se o ex-funcionário do Órion teria inclinação à prática de crimes.
Arias negara seu envolvimento no crime, mas mudou a versão e confessou que esteve no estabelecimento no dia dos assassinatos. Em um primeiro momento, apontou Maneco como culpado, mas o Manoel tinha um álibi consistente. Assim, Arias acabou confessando a autoria.
O inquérito policial concluiu que Arias de Oliveira matou a pauladas os garçons Severino Rocha e José Kilikevicius, além de Ho-Fong e a sua esposa, Maria Akiu Fong. A alegada motivação do crime foi vingança e tentativa de roubo.
Ho-Fong era conhecido por tratar seus funcionários com ofensas e humilhações, tendo despedido Arias na sexta-feira anterior ao crime. Arias, sabendo que o chinês guardava dinheiro e joias em seu apartamento localizado em cima do restaurante, planejou sua ação, retornando na terça-feira ao local, quando pediu para dormir num pequeno quarto dos fundos do estabelecimento, utilizado anteriormente como morada para alguns funcionários, alegando não ter lugar para passar a noite. Fong negou o pedido, mas um dos garçons deixou que Arias entrasse sem o conhecimento do proprietário. Ali moravam José Kilikevicius e Severino Rocha. Quando percebeu que os ex-colegas já estavam dormindo, Arias levantou-se e, no meio da noite e com um pedaço de madeira, matou os garçons com pauladas no crânio.
Ho-Fong acordou com o barulho e ao descer as escadas encontrou Arias no meio do caminho, dando início a uma luta corporal em que Arias sufocou o chinês e depois matou-o com da mesma forma que seus ex-colegas.
Em seguida Arias entrou no quarto do casal e torturou a esposa de Fong para que ela revelasse o local onde estava guardado o dinheiro e as joias, mas Maria Akiu não resistiu ao peso do corpo de Arias sobre a sua barriga e desfaleceu, morrendo por rompimento de órgãos vitais.
Sem obter sucesso no roubo Arias fugiu, mas foi preso mais de um mês depois. Inicialmente alegou que não esteve no local, mas, após vários interrogatórios, alegou que só dormiu ali, fugindo para salvar sua vida, e depois confessou o crime.

### Defesa
O movimento Frente Negra Brasileira contratou o advogado Paulo Lauro para defender o acusado. Foi o primeiro caso de renome do advogado, formado pela Faculdade de Direito da USP e que, futuramente, tornar-se-ia deputado Federal e prefeito de capital paulista.
A defesa do caso foi pautada na alegação de inconsistência das provas, da relatividade dos testes realizados e da imprestabilidade da confissão.

### Julgamento
Levado a julgamento em 31 de março de 1939, Arias foi absolvido porque o júri considerou que fora forçado a confessar um crime que não cometera. O promotor público Raphael de Oliveira Pirajá (1903-1975) apelou ao Tribunal e este, por meio da 1ª Vara, em acordão de 3 de junho de 1940, anulou a decisão do júri.
O segundo julgamento teve início em 9 de setembro de 1940 e mais uma vez o advogado Paulo Lauro conseguiu a absolvição do acusado. Seguiu-se novo recurso do Ministério Público, mas a 2ª Câmara Criminal, em 27 de agosto de 1942, decidiu pela confirmação do julgamento anterior.
A decisão da Justiça não foi unânime. O desembargador Alexandre Delfino de Amorim Lima (1896-1966), em voto vencido, afirmou: “raramente um crime foi tão bem elucidado por conjunto harmônico de provas. Eis por que, com a maior convicção e paz de consciência, propugnei pela condenação desse terrível facínora”.
De acordo com Boris Fausto, historiador e autor do livro O Crime do Restaurante Chinês, a percepção pública da imagem de "monstro" do réu foi alterada no período entre sua prisão e julgamento. Para o escritor, na época, a realização da Copa do Mundo de 1938 fez com que o noticiário apontasse semelhança física entre Arias e o grande ídolo do futebol, Leônidas da Silva, suavizando a imagem do acusado.